# Villa Lago Rivadavia
Villa Lago Rivadavia (conocida simplemente como Lago Rivadavia o La Bolsa) es una localidad argentina ubicada en el departamento Cushamen, provincia del Chubut. Está ubicada sobre la Ruta Provincial 71 a 15 km de la localidad de Cholila y 4 km a la entrada al parque nacional Los Alerces.
El pueblo posee hosterías, cabañas y lugares para acampar debido a la actividad turística. Entre estas actividades, se encuentran la pesca, cabalgatas, y diversas excursiones. 
Cuenta con servicio de telefonía fija, y disponibilidad baja de red de telefonía celular. 
La localidad dispone de un Puesto Sanitario, y una comisaría.

## Toponimia
El nombre de la localidad se debe al cuerpo de agua homónimo que a su vez es en homenaje a Bernardino Rivadavia, quién fuera un político y el primer jefe de Estado que ejerció como presidente de la actual Argentina.

## Geografía

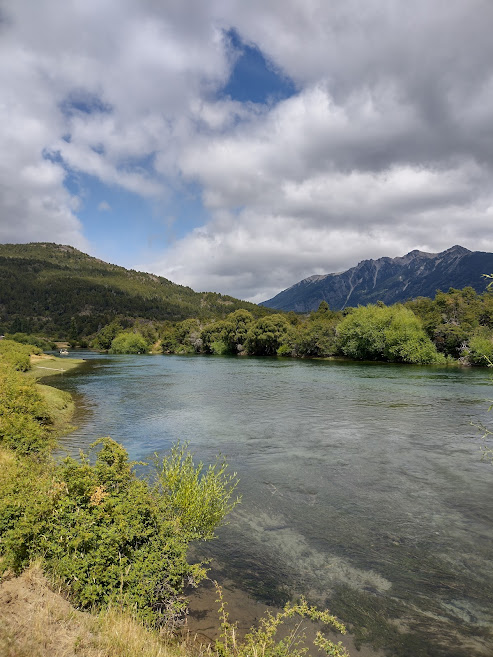
Vista del río Carrileufú.

El paraje se ubica a orillas del río Carrileufú, sobre el valle homónimo, a 499 m s. n. m. y está rodeado de cerros y la Sierra Rivadavia. El clima se corresponde con el de la Patagonia andina: inviernos fríos con nevadas y veranos secos con noches frescas. El viento predominante es del oeste como en toda la región patagónica.
El cerro La Momia distingue el lugar. Se trata de una formación rocosa que a la distancia mostraría un perfil parecido al de una momia egipcia. Existe una senda con señalización para su ascenso.

## Población
Fue considerada población rural dispersa incluso en el censo 2010.
El censo 2022 registró una población de 131 habitantes que se repartieron entre 66 hombres y 65 mujeres. Sin embargo, las cifras obtenidas fueron estimativas solo teniendo en cuenta a la población en viviendas particulares; es decir, excluyendo del dato a la población institucional y las personas sin hogar. Gracias a este censo también fue posible conocer su densidad y tamaño urbano.